# Фигероа, Оскар
Оскар Альбейро Фигероа Москейра (исп. Óscar Albeiro Figueroa Mosquera; 27 апреля 1983 года, Сарагоса, Колумбия) — колумбийский тяжелоатлет, олимпийский чемпион 2016 года, серебряный призёр Олимпийских игр 2012 года.

## Карьера
Дебютировал на международной арене в 2000 году. Участник Олимпийских игр 2004 года, где принимал участие в весовой категории до 56 кг, занял 5 место с результатом 280 кг. Участник чемпионата мира 2006 года, где участвовал в весовой категории до 62 кг, занял 2 место с результатом 297 кг, уступил лишь китайскому тяжелоатлету Цю Ле. На Олимпийских играх 2008 года в Пекине получил травму правой руки во время выполнения рывка, после чего завершил выступления на этих Олимпийских играх. Участник Олимпийских игр 2012 года в Лондоне, где принимал участие в весовой категории до 62 кг, завоевал серебряную медаль с результатом 317 кг, уступил лишь представителю КНДР Ким Ын Гуку. На Олимпийских игр 2016 года в Рио-де-Жанейро завоевал золотую медаль в весовой категории до 62 кг.
В начале ноября 2018 года на чемпионате мира в Ашхабаде, колумбийский спортсмен, в весовой категории до 67 кг, завоевал бронзовую медаль в упражнение толчок, взяв вес 178 кг. В упражнении рывок он был восьмым, а в итоге стал только пятым.

## Основные результаты
| Год  | Соревнования                       | Место проведения                        | Весовая категория | Рывок, кг | Толчок, кг | Сумма, кг | Место |
| ---- | ---------------------------------- | --------------------------------------- | ----------------- | --------- | ---------- | --------- | ----- |
| 2004 | Летние Олимпийские игры            | Афины, Греция                           | до 56 кг          | 125       | 155        | 280       | 5     |
| 2006 | Чемпионат мира по тяжёлой атлетике | Санто-Доминго, Доминиканская республика | до 62 кг          | 137       | 160        | 297       |       |
| 2007 | Чемпионат мира по тяжёлой атлетике | Чиангмай, Таиланд                       | до 62 кг          | 135       | 160        | 295       | 4     |
| 2008 | Летние Олимпийские игры            | Пекин, Китай                            | до 62 кг          | —         | —          | 0         | —     |
| 2009 | Чемпионат мира по тяжёлой атлетике | Коян, Южная Корея                       | до 62 кг          | 139       | 168        | 307       | 4     |
| 2011 | Чемпионат мира по тяжёлой атлетике | Париж, Франция                          | до 62 кг          | 138       | 170        | 308       | 4     |
| 2012 | Летние Олимпийские игры            | Лондон, Великобритания                  | до 62 кг          | 140       | 177        | 317       |       |
| 2013 | Чемпионат мира по тяжёлой атлетике | Вроцлав, Польша                         | до 62 кг          | 139       | 177        | 316       |       |
| 2014 | Чемпионат мира по тяжёлой атлетике | Алма-Ата, Казахстан                     | до 62 кг          | —         | —          | 0         | —     |
| 2015 | Чемпионат мира по тяжёлой атлетике | Хьюстон, США                            | до 62 кг          | 140       | 175        | 315       |       |
| 2016 | Летние Олимпийские игры            | Рио-де-Жанейро, Бразилия                | до 62 кг          | 142       | 176        | 318       |       |
| 2018 | Чемпионат мира по тяжёлой атлетике | Ашхабад, Туркменистан                   | до 67 кг          | 140       | 178        | 318       | 5     |